# Карта ДТП
Карта ДТП — некоммерческий проект визуализации статистики дорожно-транспортных происшествий в городах России. Карта формируется на основании открытых данных, публикуемых ГИБДД, корректируемых вручную участниками проекта.
По словам автора проекта Алексея Радченко, айти-специалиста и эксперта в области транспортного планирования, цель создания карты — предоставить журналистам, городским планировщикам и специалистам по организации дорожного движения возможность для детального анализа аварий и их причин, принять меры по снижению их числа. Проект используется в рамках программ по реконструкции/ремонту дорог и реализации мероприятий по ликвидации очагов аварийности.
На основе опыта обработки открытых данных, часто невысокого качества, подготовлены статьи в научных журналах. Данные проекта использовались в ходе исследования, проведенного в рамках нацпроекта «Безопасные и качественные дороги».

## История проекта
Проект запущен в июле 2018 года. Изначально она отображала только ДТП города Москвы, однако в дальнейшем была добавлена поддержка других городов России.
В 2020 году проект занял 7 место на конкурсе DataMasters'ы.
В 2021 году Алексей Радченко выступил в качестве идеолога марафона по картографированию городов в формате открытых данных с помощью OpenStreetMap. По его словам, краудсорсинговые карты помогают улучшать городскую среду, предоставляя полезную информацию для локальных сообществ. В качестве иллюстрации приводился проект Карта ДТП, благодаря которому, со слов Радченко, удалось снизить аварийность путём установки камер видеонаблюдения, обустройства дополнительных пешеходных переходов, усиления уличного освещения. Отдельное внимание команда проекта уделяет безопасности детей: в частности, удалось добиться установки лежачих полицейских в районе школы, рядом с которой часто происходили ДТП.
Также в 2021 проект стал серебряным призёром конкурса Moscow Dataviz Awards — 2021.